# Padrão TIER
A Certificação TIER é uma certificação usada para mensurar o nível da infraestrutura de um local destinado ao funcionamento de um centro de processamento de dados (CPD). O Uptime Institute Professional Services é o único fornecedor de consulta e Certificações para o Sistema de Classificação Tier. 

## As classificações
As classificações tier foram criadas para descrever, de modo consistente, o nível de exigência requerida de infraestrutura local destinada a manter as operações de um centro de processamento dados (CPD), e não das característica individuais dos sistemas ou subsistemas componentes de um CPD. Assim, a classificação da topologia Tier considera como um todo o local destinado a hospedar um CPD, sendo restringida pela classificação do seu subsistema mais fraco, que pode impactar toda a operação daquele local.
O sistema que avalia e classifica a infraestrutura de CPD com base em um formato padrão, é denominado Sistema de Classificação de Nível Tier I, II, III, IV. Este sistema tem como objetivo básico comparar a funcionalidade, capacidade e a esperada disponibilidade (ou desempenho) de uma certa topologia de projeto de infraestrutura de um CPD em relação a outros, ou para comparar um grupo de localidades distintas hospedando CPDs. O padrão Tier foca na topologia e no desempenho (performance) de um local individual destinado a CPD, sendo independente dos sistemas de Tecnologia da Informação que operam dentro do local.
Este padrão descreve critérios para diferenciar as quatro classificações de topologias de infraestruturas de localidades de CPD, baseadas em níveis crescentes de redundância, tanto em componentes de capacidade quanto em caminhos de distribuição. 

## TIA 942
A norma TIA  942  da Associação das Indústrias de Telecomunicações (TIA) descreve os requisitos para a infraestrutura de centro de processamento de dados. O mais simples é um CPD padrão Tier 1, que é basicamente uma sala do servidor, seguindo as diretrizes básicas para a instalação de sistemas de computador.
O nível mais complexo é um CPD no padrão Tier 4, que é projetado para hospedar sistemas computacionais de missão crítica, com os subsistemas totalmente redundante e zonas de segurança compartimentadas, controladas por métodos de acesso biométrico. Outra consideração é a colocação do centro de dados em um contexto subterrâneo, para segurança de dados, bem como considerações ambientais, tais como exigências de arrefecimento.
O programa de auditoria German Datacenter Star usa um processo de auditoria para certificar 5 níveis de "gratificação" que dizem respeito à criticidade do Data Center.
O Uptime Institute, uma organização de pesquisa e de serviços profissionais com sede em Santa Fé, nos Estados Unidos, define e detém os direitos autorais sobre o programa de quatro níveis . Os níveis descrevem a disponibilidade de dados do hardware de um local destinado a Data Center. Quanto maior o nível, maior a disponibilidade. Os níveis são:
| Nível de Tier | Requisitos |
| ------------- | --- |
| 1             | - Caminho de distribuição único não-redundante que serve os equipamentos de TI - Componentes de capacidade não-redundantes - Infraestrutura do local básico garantindo disponibilidade 99,671% |
| 2             | - Cumpre todos os requisitos do Tier 1 - Infraestrutura do local com componentes de capacidade redundante, garantindo a disponibilidade de 99,741% |
| 3             | - Cumpre todos os requisitos Tier 1 e Tier 2 - Múltiplos caminhos de distribuição independente, servindo aos equipamentos de TI - Todos os equipamentos de TI devem ser dual-alimentados e totalmente compatíveis com a topologia da arquitetura do local - Infraestrutura local paralelamente sustentável, garantindo a disponibilidade de 99,982%                                      |
| 4             | - Cumpre todos os requisitos Tier 1, Tier 2 e Tier 3 - Todos os equipamentos de refrigeração são independentes e dual-alimentados, incluindo os de esfriamento e de aquecimento, ventilação e sistemas de ar-condicionado (HVAC) - Infraestrutura local tolerante a falhas, com instalações de armazenamento e distribuição de energia elétrica, garantindo a disponibilidade de 99,995% |